# وريد قلبي كبير
وريد قلبي كبير (بالإنجليزية: Great cardiac vein)‏، يبدأ في قمة القلب ويصعد على طول التلم الطولاني الأمامي إلى قاعدة البطينين. ثم ينحني حول الجانب الأيسر من القلب للوصول إلى السطح الخلفي، يندمج مع الوَريدُ المائِلُ للأُذَينِ الأَيسَر ليشكل الجيب التاجي ، والذي يصب في الأذين الأيمن.
يظهر صمام عند التقاء الوريد القلبي الكبير مع الجيب التاجي ويُدعى صِمامُ فيوسَّانس. ويتلقى روافد من الأذين الأيسر ومن البطينين: أحدها الوريد الهامشي الأيسر، ذو حجم كبير، ويصعد على طول الجانب الأيسر للقلب.

## روابط خارجية
- صور تشريحية:20:11-0101 في مركز داونستيت الطبي التابع لجامعة نيويورك - "Heart: Cardiac veins"
- شكل تشريحي: 20:03-05 على موقع مركز سوني دونستات الطبي (تشريح بشري عبر الإنترنت). - "Anterior view of the heart."